# Вулиця Юліуша Леа (Краків)
Вулиця Юліуша Леа (пол. Ulica Juliusza Lea) — вулиця в Кракові, в дільницях Кроводжа і Броновіце, проходить від площі Інвалідів на захід до повороту на вул. Армії Крайової.
Визначено близько 1890р. на шляху від площі Інвалідів до вул. Місіонерська (ul. Misjonarska). Близько 1910р. її було продовжено до вул. Пястовська (ul. Piastowska), а в 1919р. далі в районі сучасної вул. Пшибишевського. Сучасного вигляду вулиця набула у 1970-х роках XX століття.
До 1912 року вулиця мала назву Kościelna, у 1912-1925 роках Królewska, 1925-1952 роках Juliusza Lea, у 1952 році вона була перейменована на Feliksa Dzierżyńskiego. Сучасну назву відновлено в 1990 році. Вулиця названа на честь Юліуша Леа, президента Кракова в 1904-1918 роках.

## Забудова
У східній частині — компактна житлова забудова, переважно багатоквартирна забудова міжвоєнного періоду (зокрема, № 10 — вілла Розенхауха 1925р.), а також повоєнного періоду. На вулиці знаходиться Костел Пресвятої Діви Марії Лурдської та парк ім.Вінсента де Пауло та були, нині неіснуючі: окружна залізнична лікарня та кінотеатр «Maskotka» (вул. Ю.Леа 55, раніше з 1926 р. кінотеатр «Charitas»). У західній частині (за вул. Пястовська) є кілька реліктів старої приміської забудови 1900-1950 років та окремих офісних і житлових будинків післявоєнного періоду (зокрема № 234-244 1993-1995 років). У будинку №5 міститься кінотеатр "Кіно Мікро". На перетині з вул. Нововейською до вулиці Юліуша Леа примикає торговий майданчик Plac Nowowiejski.

## Галерея

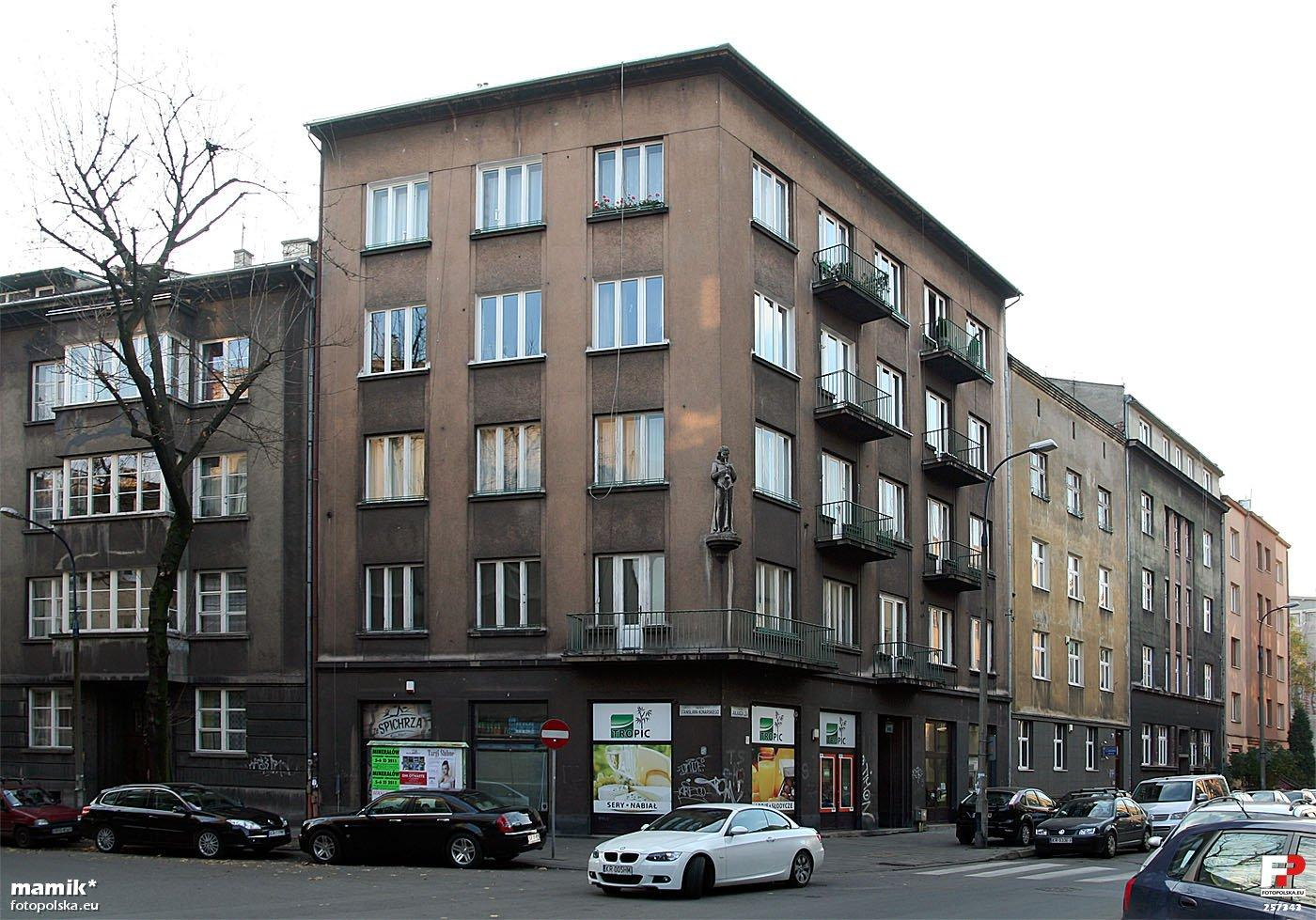
Кутова кам'яниця №12, модернізм
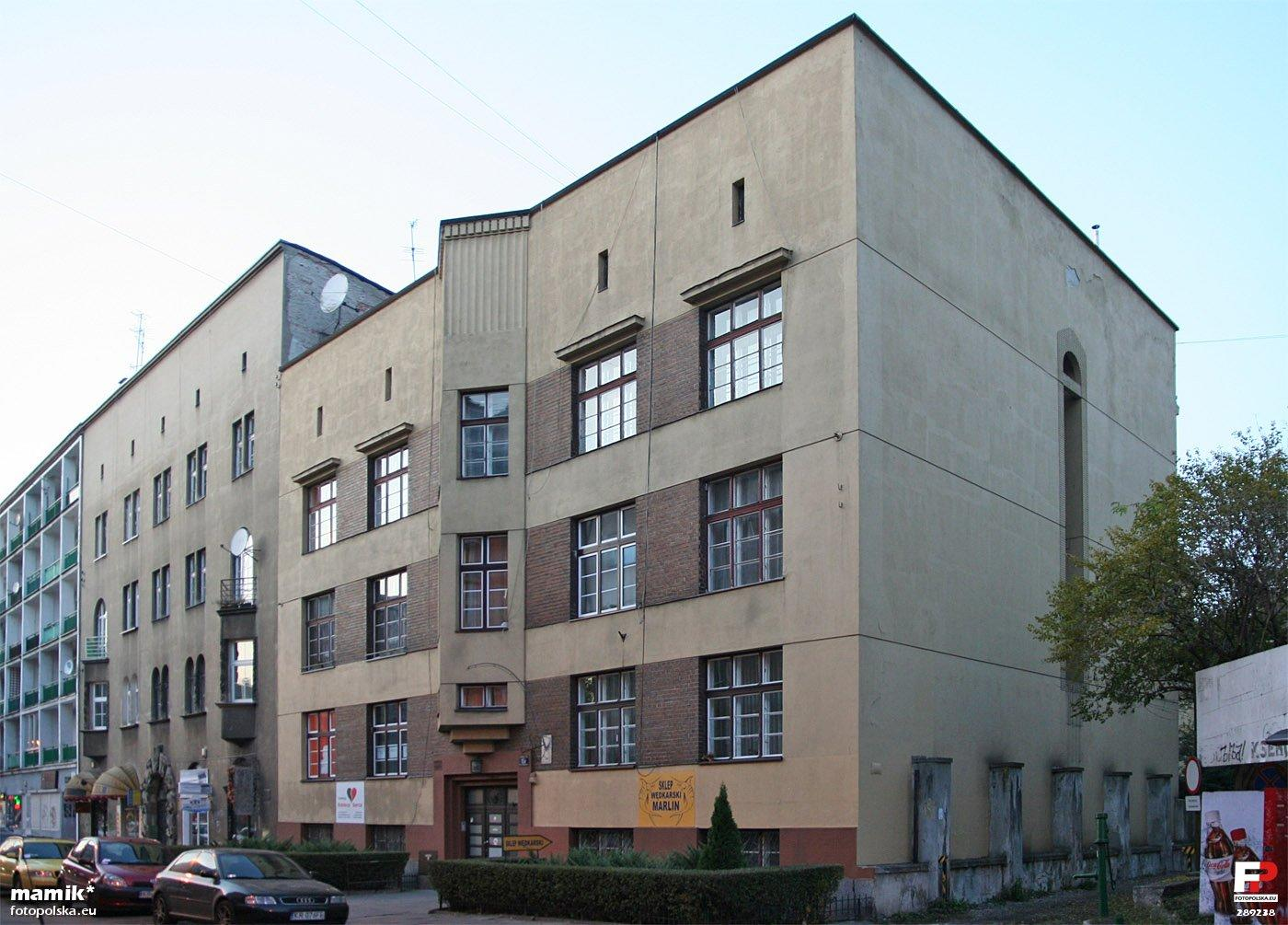
Кам'яниці №5 i 17, модернізм
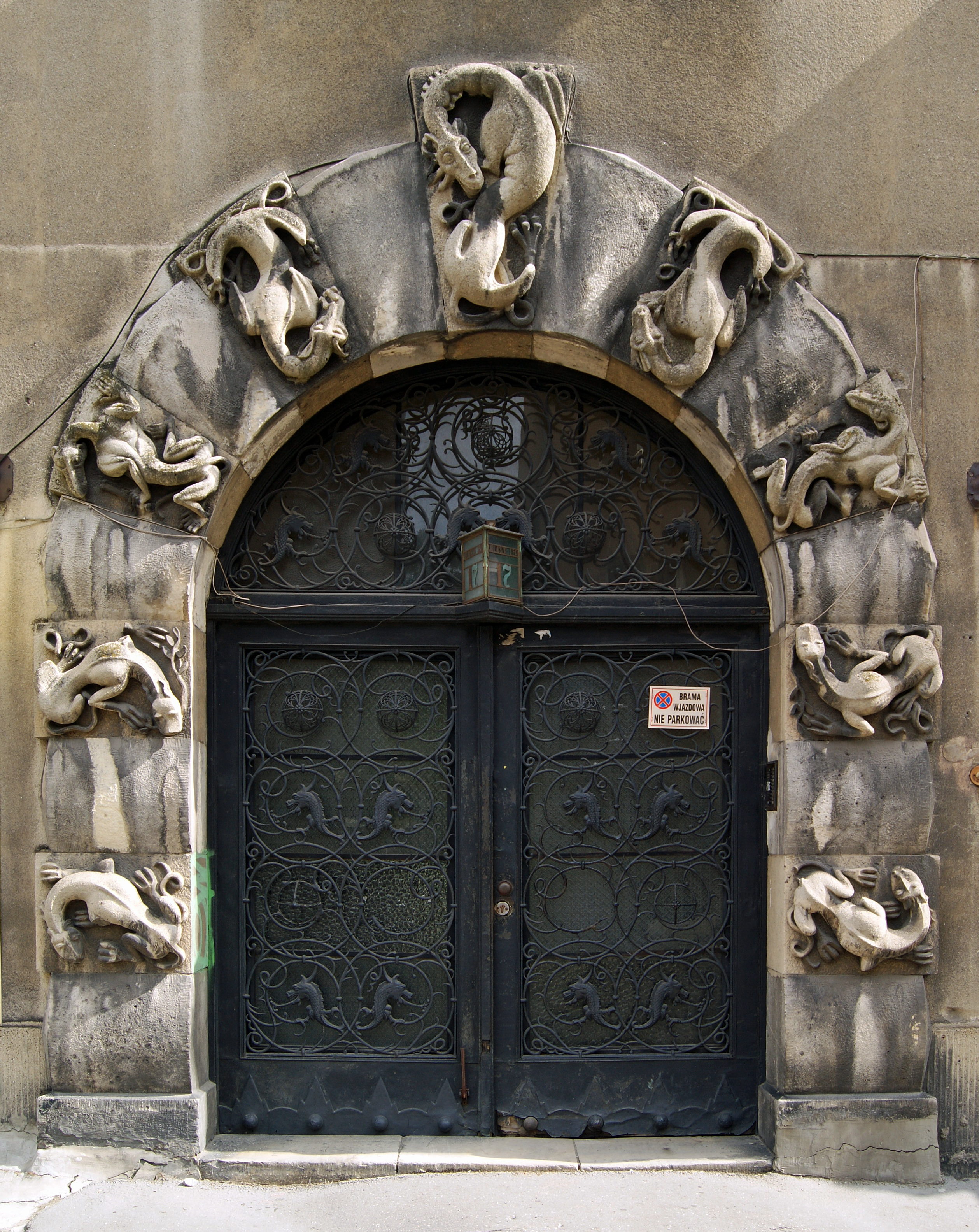
Портал при вул. Юліуша Леа 17, проєкт Zygmunt Gawlik, 1928-29р., модернізм
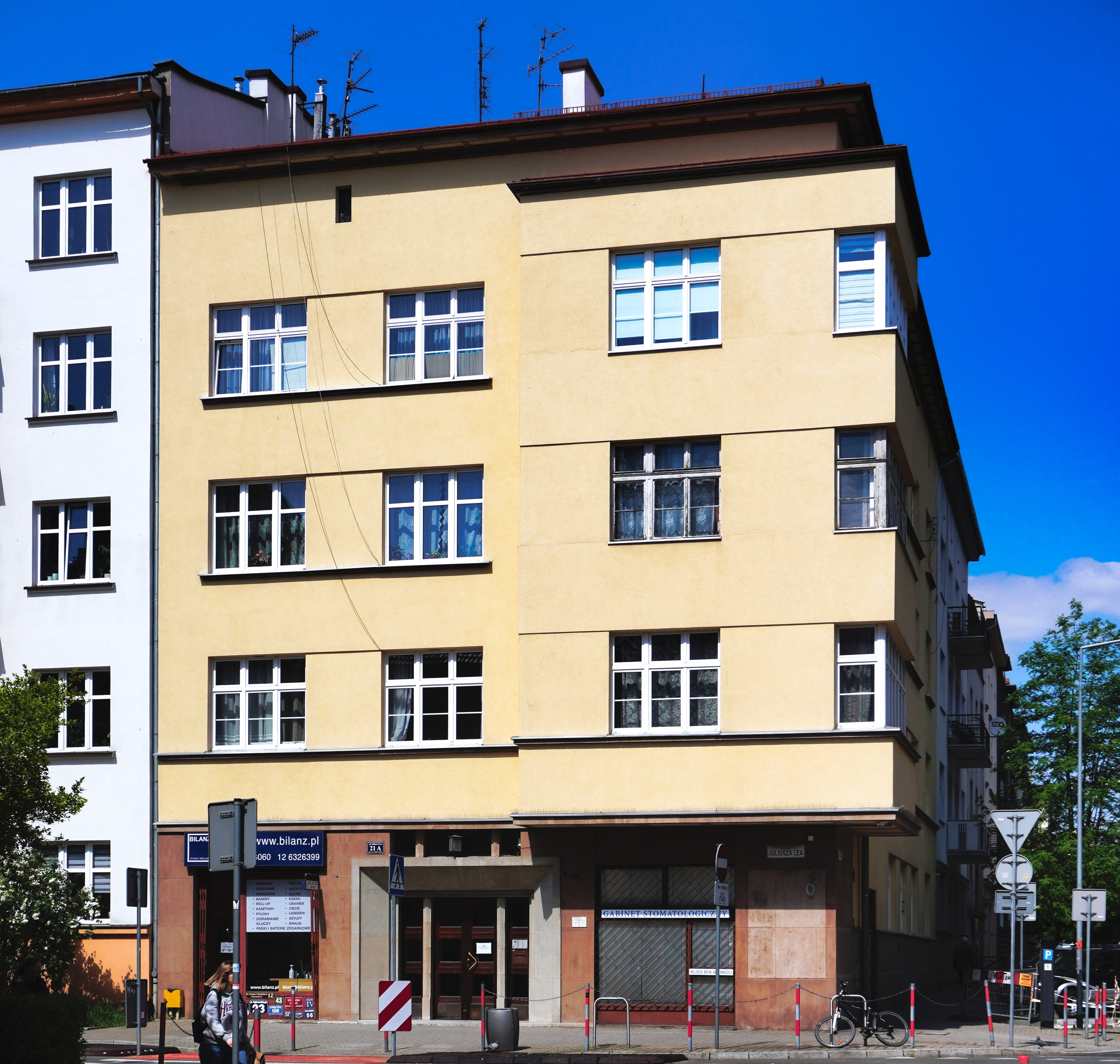
Вул. Юліуша Леа 21a Кам'яниця (1937)
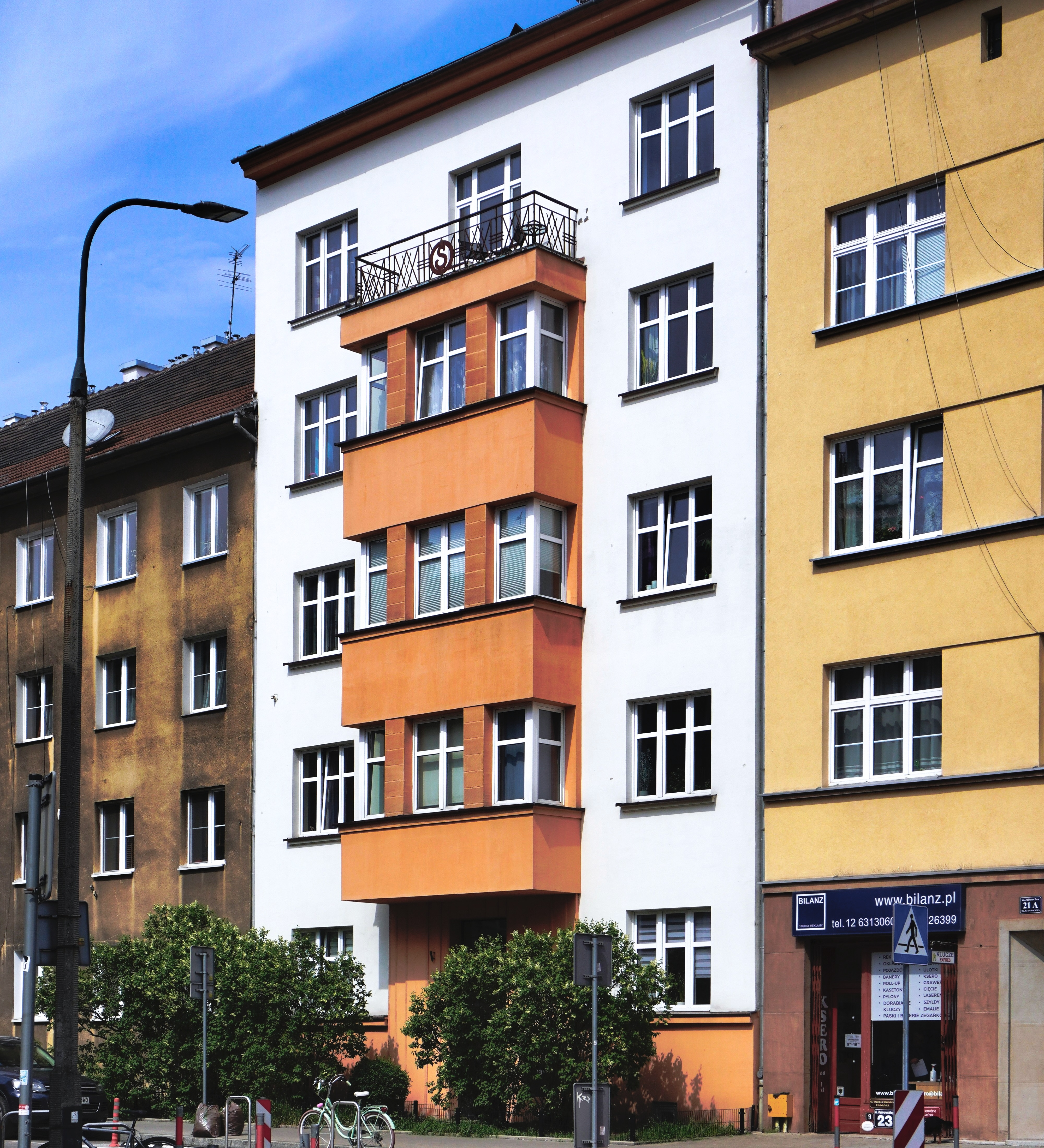
Вул. Юліуша Леа 21b Кам'яниця (проєкт Antoni Dostal, 1932)
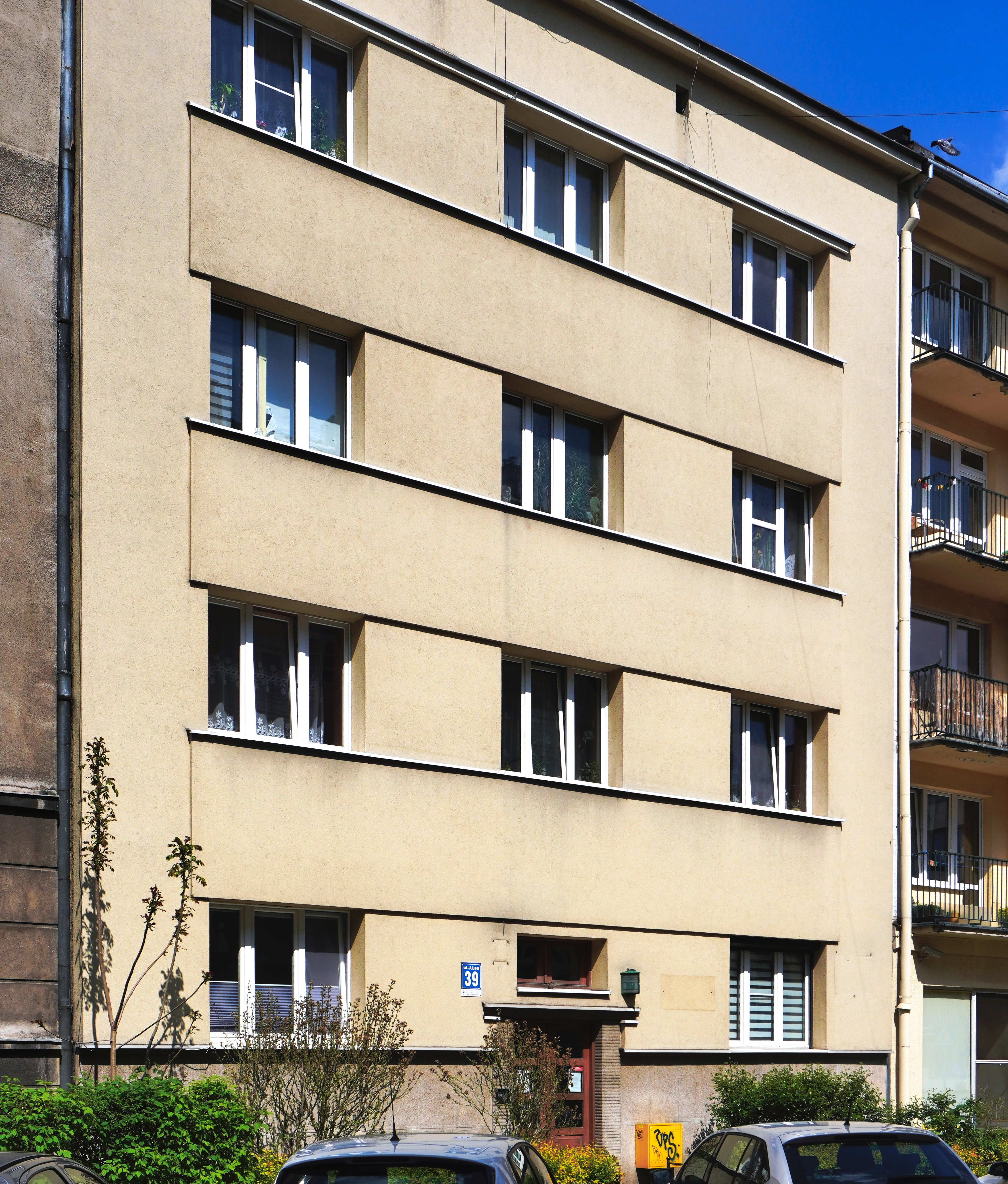
Вул. Юліуша Леа 39 Кам'яниця (1937)

## Дивись також
- Вулиця Крулєвська
- Єжи Брошкевич, який проживав на цій вулиці